# Days of Our Lives
Days of Our Lives (thường được viết tắt là DOOL hoặc Days) là một loạt phim truyền hình ban ngày của Mỹ được phát sóng trên mạng truyền hình NBC. Nó là một trong những chương trình truyền hình theo kịch bản kéo dài nhất thế giới, khi phát sóng gần như tất cả các ngày trong tuần kể từ ngày mùng 8 tháng 11 năm 1965, và được chiếu rộng rãi ra nhiều quốc gia trên thế giới. Bộ phim được phát lại trên SoapNet buổi tối cuối tuần vào lúc 8 và 10 giờ (ET/PT) cho đến khi ngừng hoạt động vào năm 2013. Kể từ ngày 24 tháng 8 năm 2015, Pop hiện đang phát sóng loạt phim như là một phần trong khung giờ vàng của họ. Loạt phim được sản xuất bởi hai vợ chồng Ted và Betty Corday. Irna Phillips là người viết kịch bản câu chuyện cho Days of Our Lives và nhiều tình tiết ban đầu của phim được William J. Bell viết. Vào tháng 1 năm 2014, bộ phim tiếp tục được sản xuất để phát sóng đến tháng 6 năm 2016.
Nhờ sự thành công ngoài mong đợi mà bộ phim được kéo dài từ 30 phút lên thành 60 phút cho mỗi tập phim bắt đầu từ ngày 21 tháng 4 năm 1975. Kể từ đó, thời gian tạm dừng giữa một tập phim đều có câu "Chúng tôi sẽ trở lại trong nửa thứ hai của Days of Our Lives ngay sau giây lát" và series phim được lồng tiếng bởi Macdonald Carey. Bộ phim tập trung vào hai gia đình cốt lõi là Hortons và Bradys. Một số gia đình sau đó đã được thêm vào dàn diễn viên của phim, và nhiều người trong số họ vẫn còn xuất hiện trong bộ phim. Tiêu biểu như nữ diễn viên Frances Reid được coi là người gạo cội nhất khi diễn xuất từ khi bộ phim bắt đầu cho đến tận lúc bà qua đời, tức là vào năm 2010. Ngoài ra, nữ diễn viên Suzanne Rogers là người đồng hành cùng bộ phim trong suốt năm thập kỷ khi lần đầu xuất hiện trong phim vào năm 1973 cho đến nay. Susan Seaforth Hayes là diễn viên duy nhất xuất hiện trên Days of Our Lives trong cả năm thập kỷ bộ phim lên sóng.
Days of Our Lives chính thức phát sóng tập thứ 10.000 vào ngày 21 tháng 2 năm 2005  và tập thứ 12.000 vào ngày 11 tháng 1 năm 2013. Chính vì vậy mà bộ phim được trao danh hiệu là bộ phim táo bạo nhất trong những năm 70 do các loạt phim truyền hình khác không dám thực hiện. Điều hành sản xuất phim là Ken Corday, đồng sản xuất là Greg Meng và Albert Alarr. Days of Our Lives là loạt phim nhiều kỳ trên truyền hình được phân phối rộng rãi nhất tại Mỹ. Trình tự tiêu đề ban lồng tiếng bởi MacDonald Carey vẫn còn được sử dụng cho đến tận ngày nay.
Bộ phim này sau đó đã được Second City Television nhái lại như là một chương trình trong loạt phim truyền hình hài kịch tình huống Những người bạn (Friends) với sự xuất hiện của một số diễn viên như Kristian Alfonso, Roark Critchlow, Matthew Ashford, Kyle Lowder và Alison Sweeney. Bộ phim đã được rất nhiều các nhân vật nổi tiếng yêu thích, trong đó có cả nữ diễn viên Julia Roberts  và Chánh án Tối cao Pháp viện Hoa Kỳ Thurgood Marshall.

## Nhân vật
Dr Drake Ramoray (Joey Tribbiani)

## Xếp hạng và đánh giá
==Phát sóng quốc tế==nh